# Kristýna Sněgoňová
Kristýna Sněgoňová (* 1986) je česká spisovatelka. Píše převážně sci-fi a fantasy povídky, novely, romány, je také autorkou básní a divadelní hry. Je několikanásobnou nositelkou titulu Lady Řádu fantasy, Nositelkou meče, vítězkou literární soutěže Vidoucí (2018), Ceny Karla Čapka a držitelkou Mloka (2014, 2018).

## Život a dílo
Pochází z Ostravska, žije v Brně. Vystudovala sociologii na Fakultě sociálních studií Masarykovy univerzity v Brně. Svou literární kariéru začala výhrou v soutěži O brahmíní vemeno, povídky publikuje v časopise Pevnost a v různých sbornících a antologiích, například Žoldnéři fantazie, Ve stínu Říše, Ve stínu apokalypsy.
Je autorkou komedie s detektivní zápletkou Sobota madame Whippetové. V roce 2018 vydala svůj první román Krev pro rusalku. Román Zřídla vyšel v roce 2019, o rok později román Město v oblacích. V roce 2019 se Kristýna Sněgoňová spojila s českým autorem sci-fi a fantasy Františkem Kotletou a začali psát literární seriál s názvem Legie. Seriál má mít dvanáct dílů, autorem prvního dílu s názvem Operace Thümmel je František Kotleta, vyšel v roce 2020, druhý díl se jmenuje Amanda a třetí díl vyšel pod názvem Šprti & frajeři, obě knihy napsala Kristýna Sněgoňová.